# Ictidosuchops
Ictidosuchops — рід тероцефалових терапсидів. Вік оцінюється у 260—252 млн років. Тварина походить з пермського періоду ПАР.